# Alphonsea squamosa
Alphonsea squamosa Finet & Gagnep. – gatunek rośliny z rodziny flaszowcowatych (Annonaceae Juss.). Występuje naturalnie w Tajlandii, Wietnamie oraz Chinach (w prowincji Junnan oraz w regionie administracyjnym Kuangsi). 

## Morfologia
PokrójZimozielone drzewo dorastające do 5 m wysokości. Kora ma jasnoszarą barwę. Młode pędy są owłosione.
LiścieMają kształt od owalnego do eliptycznego. Mierzą 4,5–11 cm długości oraz 2–4,5 cm szerokości. Nasada liścia jest zaokrąglona. Wierzchołek jest ostry lub krótko spiczasty. Ogonek liściowy jest nagi i dorasta do 3–4 mm długości.
KwiatySą pojedyncze lub zebrane w parach. Działki kielicha mają trójkątny kształt i dorastają do 1 mm długości, są owłosione od wewnętrznej strony. Płatki wewnętrzne są mniejsze od zewnętrznych. Kwiaty mają 1–5 owłosionych słupków o podłużnie jajowatym kształcie.
OwoceZłożone. Są omszone i mają kształt od prawie kulistego do jajowatego. Osiągają 2–2,5 mm długości oraz 1,5–2 mm średnicy.

## Biologia i ekologia
Rośnie w lasach. Występuje na wysokości od 1500 do 2300 m n.p.m. Kwitnie od marca do czerwca, natomiast owoce pojawiają się od czerwca do września.